# Legends of Dune
Legends of Dune è un ciclo di romanzi di fantascienza scritti da Brian Herbert e Kevin J. Anderson sulla base del materiale lasciato dallo scrittore Frank Herbert, autore dell'originario Ciclo di Dune, alla propria morte avvenuta nel 1985.
La serie è composta dai romanzi Dune: Il Jihad Butleriano (Dune: The Butlerian Jihad, 2002), Dune: La crociata delle macchine (Dune: The Machine Crusade, 2003) e Dune: La battaglia di Corrin (Dune: The Battle of Corrin, 2004).
Tutti i tre romanzi sono stati raccolti in Leggende di Dune, pubblicato in Italia il 21 novembre 2023 da Mondadori con traduzione di Nicola Fantini e Gabriele Giorgi, curatore Stefano Giorgianni.
Questa trilogia è ambientata 10.000 anni prima di Dune e racconta il Jihad Butleriano, la guerra universale dell'uomo contro le macchine senzienti. Esplora inoltre le origini delle Case e delle organizzazioni che caratterizzeranno poi l'Universo di Dune.

## Ambientazione
L'universo ai tempi di Legends of Dune consiste essenzialmente in tre gruppi di pianeti popolati: i Mondi della Lega (League Worlds), i mondi Sincronizzati (Synchronized Worlds) e i pianeti non alleati (Unallied Planets).

### League Worlds
La League of Nobles (Lega dei Nobili) è il sistema governativo utilizzato sui pochi pianeti ancora controllati dagli esseri umani. La Lega, che in futuro diverrà il Landsraad e l'Impero, è un sistema feudale molto più democratico del Landsraad, in quanto esiste ancora il voto per la scelta del governante. I pianeti controllati e protetti dalla Lega sono:
- Balut
- Chusuk
- Giedi Primo
- Ginaz
- Hagal
- Junction

- Kaitain
- Kirana III
- Komider
- Pincknon
- Poritrin
- Relicon

- Ros-Jal
- Rossak
- Salusa Secundus
- Seneca
- Vertree Colony
- Zanbar

### Synchronized Worlds
I pianeti completamente sotto il controllo delle macchine sono noti come Synchronized Worlds. Sono governati da copie del leader delle macchine Omnius, e queste copie sono periodicamente aggiornate dal network Everminds con cui queste condividono le informazioni. Gli abitanti originari di questi pianeti sono stati o uccisi o ridotti in schiavitù.
- Alpha Corvus
- Bela Tegeuse
- Corrin
- Terra
- Ix

- Parmentier
- Quadra
- Richese
- Ularda
- Walgis

- Wallach IX
- Wallach VII
- Wallach VI
- Yondair

Quando la Great Purge inizierà in Dune: The Battle of Corrin vengono contati 543 Synchronized Worlds:
(Herbert, Brian and Anderson, Kevin J. Dune: The Battle of Corrin)

### Unallied Planets
- IV Anbus
- Arrakis
- Buzzell

- Caladan
- Ecaz
- Harmonthep

- Souci
- Tlulax
- Yardin

### Altri pianeti
Altri pianeti sono menzionati in Legends of Dune, ma non viene specificato il loro stato. Per esempio Kolhar, sito della prima navetta in grado di produrre l'effetto Holtzman.